# Kronika powszechna
Kronika powszechna – kronika bizantyńska z X wieku.
Kronika powszechna (Ejs ten kosmopojían tes genéseos kaj chronikón epheksés syllogén [...} ek diaphòron chronikòn kaj historiòn) jest kroniką bizantyńską z X wieku zachowaną w kilku wersjach, a opartą na Epitomie Trajana Patrycjusza. Trajan żył za panowania cesarza Justyniana II (685-695) i zakończył swoją kronikę na opisie jego rządów. Dzieło jego istniało w dwóch redakcjach A i B. Redakcje te stały się podstawą dalszych opracowań. Symeon Magister i Logoteta, opierając się na redakcji A Epitomy, doprowadził relację do czasów panowania cesarza Teofila (829-842), tworząc pierwszą z redakcji Kroniki powszechnej. Nową wersję Kroniki doprowadzoną do 948 roku opracował w oparciu o redakcję A Epitomy Teodozjusz Meliten. Do tego samego roku doprowadził swoją wersję Kroniki Leon Gramatyk, który oparł się na połączonych redakcjach Ai B Epitomy. Jego wersja doczekała się uzupełnienia do 1013 roku. Jedna z anonimowych redakcji Kroniki wraz z partią obejmującą lata 813-963, przypisywana dawniej Symeonowi Magistrowi i Logotecie, jest obecnie uznawana za dzieło odrębnego redaktora nazywanego Pseudo-Symeonem. Pseudo-Symeon dodatkowo w swojej redakcji wykorzystał wersję B Kontynuacji Jerzego